# Aaron Spelling
Aaron Spelling (født 22. april 1923, død 23. juni 2006) var en amerikansk film- og tv-producer. I 2007 var Spelling indehaveren af rekorden med 218 producer og executive producer-kredits.

## Opvækst
Spelling blev født den 22. april 1923 i Dallas, Texas, som søn af polsk-jødiske immigranter. Som 8-årig mistede han brugen af sine ben af psykiske årsager, der kom, efter han i lang tid havde været udsat for mobning af sine klassekammerater, og han måtte ligge i sengen i et år.
Spelling gik på "Forest Avenue High School". Han tjente i U.S. Air Force og fik en "Bronze Star" og en "Purple Heart" og en "Oak Leaf Cluster". Han gik efterfølgende på "Southern Methodist University" i Dallas, studerede "Bacherlors of Arts" og dimitterede i 1949.

## Karriere
Spelling solgte sit første manusskriptet til Jane Wyman Theater i 1954. Han skrev senere for Dick Powell, Playhouse 90 og Last Man, blandt andre. Senere fik han også noget arbejde som skuespiller. Totalt spillede han roller i 22 programmer (i forskellige serier, nogle få episoder, ikke noget han er videre kendt for) og måske bedst kendt for at være Gunsmoke fra 1956 og 1997. I 1950'erne, sluttede Spelling sig til Powells 'Four Star Productions'.
Efter Powells død, dannede Spelling 'Thomas-Spelling Productions' med Danny Thomas. Deres første succes var med tv-serien The Mod Squad. Spelling skrev i alt 14 tv-produktioner fra 1957 og 1974, og en masse andre skrevne episoder til serier. Spelling og Thomas producerede 2 1960'ere-serier for Walter Brennan: The Tycoon og The Guns of Will Sonnett, begge på ABC. He begyndte også et samarbejde på dette tidspunkt med produceren Shelley Hull, som, bortset fra Mod Squad, arbejdede sammen med Spelling på The Rookies og Charlie's Angels. Hull arbejdede også sammen med Spelling i 1976 på ABCs filmhit The Boy in the Plastic Bubble, med en ung John Travolta. Spelling instruerede kun en enkelt gang, det var i "The Conchita Vasquez Story", en 1959-episode af Wagon Train.
En bestemt begivenhed var med til at modne Spelling, nemlig Kent State shootings den 4. maj 1970. Spelling kendte 2 af de elever der blev dræbt, og påstod endda, at han havde set den ene, Allison Krause, med udgangssåret fra en "M1 Garand"-riffel. På dette tidspunkt, sagde Spelling at han ville ændre ideen om tv-komedie til et tragisk koncept.
I 1972, dannede han Spelling Television (på dette tidspunkt kaldet Aaron Spelling Productions), og dannede et andet co-produktionsfirma med Leonard Goldberg. Spelling gjorde sit eget firma offentligt i 1986 som Spelling Entertainment. Spelling producerede også NBC daytime sæbeoperaen Sunset Beach fra 1997 til 1999 og havde en af hans få skuespilsjobs siden 1960'erne, hvor han spillede den ene af Bettes (Kathleen Noone) eksmænd i en episode i 1997.
Han var også med i 27 programmer mellem 1992 og 2005. Efter 2000, gav Spelling ofte interviews og styringen af Spelling Television blev optaget mere af hans forretningspartner E. Duke Vincent og firmaets præsident, Jonathan Levin.
I 2004, blev Spelling spillet af Dan Castellaneta i NBC-filmen Behind the Camera: The Unauthorized Story of Charlie's Angels .
Den 4. april 2007, blev annonceret at 7th Heavens seriefinale den 13. maj 2007, ville blive dedikeret til Aaron Spelling. Allerede fra 11. sæson blev disse ord skrevet før episoden begyndte: "In memory of Aaron Spelling".

### Mest kendte produktioner
Spelling arbejdede på næsten 200 produktioner, som begyndte med 'Zane Grey Theatre' i 1956. Hans mest kendte produktion på tv er Charlie's Angels, Dollars, Starsky and Hutch, Family, Hotel, The Rookies, Beverly Hills 90210 og dennes spin-off Melrose Place, The Love Boat, Fantasy Island, Vega$, Hart to Hart, The Colbys, T.J. Hooker, Nightingales, Kindred: The Embraced, 7th Heaven, Heksene fra Warren Manor, Burke's Law, Honey West, The Mod Squad, og S.W.A.T.. Hans firma co-producerede David Lynch-serien Twin Peaks (selvom Spelling selv ikke var direkte involveret i dets produktion).
Han har også produceret HBO-miniserien And the Band Played On, baseret på Randy Shilts' bestseller. Miniserien vandt en Emmy Award, Spellings første.

## Privat
Spelling giftede sig i 1953 med skuespillerinden Carolyn Jones, og de flyttede til Californien. De blev skilt i 1964. Han fik to børn, Tori Spelling og Randy Spelling. Tori spillede "Donna" i hans tv-serie Beverly Hills, 90210 og Randy havde en mindre rolle som Steves.
I 1991 købte Spelling huset og den 2.43 hektar store ejendom, der tidligere havde tilhørt Bing Crosby i Los Angeles. Han renoverede ejendommen og byggede et hus, som kostede USD $47.000.000, kaldet "The Manor". Huset har et dansegulv og er det største single-family dwelling i Hollywood.
Spellings barnebarn, Liam Aaron McDermott, søn af datteren Tori og Dean McDermott, blev født et år efter Spellings død. Liams mellemnavn er til ære for Spelling. Han blev bedstefar for anden gang den for 9. juni 2008, da hans datter Tori fødte den lille pige, Stella Doreen McDermott.

### Sygdom, sagsøgning og død
I 2001 fik Spelling diagnosen oral cancer på grund af for meget rygning.
Den 28. januar 2006 blev Spelling sagsøgt af sin tidligere sygeplejerske med 10 anklager, som inkluderede sexchikane, diskrimination, hævn, seksuelt overfald, overfald, forkert fyringsgrundlag og termination and forsætlig plagelse af følelsesmæssige årsager.
Den 18. juni 2006 fik Spelling flere hjerteanfald i hans hjem i Holmby Hills, Los Angeles, Californien. Han døde den 23. juni 2006 af komplikationer efter et anfald i en alder af 83 år. En privat begravelse blev holdt nogle dage senere, og Spelling blev begravet i et mausoleum i Hillside Memorial Park i Culver City, Californien.

### Andet privat
- Han led af flyskræk.
- Han tog navnet 'Jerry Lane' under 2. verdenskrig.
- Han havde så mange succesfulde shows på ABC i 1970'erne, at andre personer i branchen jokede med, at ABC stod for "Aaron's Broadcasting Company".
- Han var engang cheerleader.
- Han var nabo til Farrah Fawcett i ti år.

## Awards & nomineringer
BAFTA/LA Britannia Awards
- 1999: – :"Britannia Award Excellence in Television"

CableACE Awards
- 1995: Nomineret: "Movie or Miniseries" for: And the Band Played On –  Delt med E. Duke Vincent, Sarah Pillsbury og Midge Sanford

Costume Designers Guild Awards
- 2000: -: "Distinguished Director Award"

Emmy Awards
- 1970: Nomineret: "Outstanding Dramatic Series" for: The Mod Squad –  Delt med Danny Thomas, Tony Barrett og Harve Bennett
- 1977: Nomineret: "Outstanding Drama Series" for: Family –  Delt med Leonard Goldberg, Mike Nichols og Nigel McKeand
- 1978: Nomineret: "Outstanding Drama Series" for: Family –  Delt med Leonard Goldberg og Nigel McKeand
- 1980: Nomineret: "Outstanding Drama Series" for: Family –  Delt med Leonard Goldberg og Edward Zwick
- 1982: Nomineret: "Outstanding Drama Series" for: Dynasty –  Delt med E. Duke Vincent, Douglas S. Cramer, Edward Ledding og Elaine Rich
- 1982: Nomineret: "Outstanding Drama Series" for: Dynasty –  Delt med E. Duke Vincent, Douglas S. Cramer, Edward Ledding og Elaine Rich
- 1989: Vandt: "Outstanding Drama/Comedy Special" for: Day One –  Delt med E. Duke Vincent og David W. Rintels
- 1994: Vandt: "Outstanding Made for Television Movie" for: And the Band Played On –  Delt med E. Duke Vincent, Sarah Pillsbury og Midge Sanford

GLAAD Media Awards
- 1994: -: "Vanguard Award"

Golden Apple Awards
- 1998: Vandt: "Louella Parsons Award"

PGA Awards
- 2000: -: "Lifetime Achievement Award in Television"

Soap Opera Digest Awards
- 1997: Vandt: "Editor's Choice"

TV Land Awards
- 2005: -: "Pioneer Award"

Television Critics Association Awards
- 2000: Nomineret: "Career Achievement Award"

Walk of Fame
- – "Star on the Walk of Fame Motion Picture"

på 6667 Hollywood Blvd.
Writers Guild of America, USA
- 1963: Nomineret: "TV Anthology, Any Length" for: The Dick Powell Show –  Delt med Christopher Knopf. For episoden "Death In A Villlage"